# Suomen maaseudun puolue
Suomen maaseudun puolue (Abk. SMP, deutsch uneinheitlich übersetzt: Finnische Bauernpartei, Agrarpartei, Landvolkpartei) war eine finnische populistische Partei.

## Geschichte
Die Bauernpartei entwickelte sich 1959 aus einer Splittergruppe des Landbundes (Maalaisliitto) und wurde vor allem mit ihrem Vorsitzenden Veikko Vennamo identifiziert, einem ehemaligen Landbund-Abgeordneten, der sich vehement gegen den Parteichef Urho Kekkonen ausgesprochen hatte, weil dieser zu sowjetfreundlich sei. Vennamo war Vorsitzender der SMP von 1959 bis 1979. Die Organisation wurde als Protestpartei verstanden, die versprach, sich für die unzufriedenen „einfachen Leute“ einzusetzen, die von den etablierten Parteien vergessen worden seien. Vor allem ökonomisch verarmte kleine Landwirte, die durch die Gebietsabtretungen nach dem Fortsetzungskrieg und die nachfolgende Umsiedlung ihr Land verloren hatten, waren eine zentrale Zielgruppe der Partei.
Die Partei erhielt besonders im agrarisch geprägten und strukturschwachen Mittel- und Nordfinnland Stimmen. 1970 erreichte sie ihr bestes Wahlergebnis mit über 10 Prozent. Nach einem schwachen Abschneiden bei den Kommunalwahlen 1975 gründeten unter anderem sechs der 18 Parlamentsabgeordneten der SMP die Partei der Einheit des Finnischen Volkes, die nach den Wahlen 1975 jedoch nur noch mit einem Abgeordneten vertreten war. Die Partei verlor zu Beginn der 1990er Jahre an Bedeutung und löste sich 1995 auf. Die „Wahren Finnen“ (Perussuomalaiset) gelten als eine Nachfolgepartei der Bauernpartei.

## Führungspolitiker

### Parteivorsitzende
- Veikko Vennamo (1959–1979)
- Pekka Vennamo (1979–1989)
- Heikki Riihijärvi (1989–1991)
- Tina Mäkelä (1991–1992)
- Raimo Vistbacka (1992–1995)

### Generalsekretäre
- Köpi Luoma (1959–1960)
- Eino Poutiainen (1961–1970)
- Rainer Lemström (1970–1972)
- Urpo Leppänen (1972–1977)
- Rainer Lemström (1977–1979)
- Urpo Leppänen (1979–1984)
- Aaro Niiranen (1984–1989)
- Tina Mäkelä (1989–1991)
- Reijo Rinne (1991–1992)
- Timo Soini (1992–1995)

## Wahlergebnisse
| Jahr | Abgeordnete | Stimmen | Prozent |
| ---- | ----------- | ------- | ------- |
| 1962 | 0           | 49.773  | 2,2     |
| 1966 | 1           | 24.351  | 1,0     |
| 1970 | 18          | 265.939 | 10,5    |
| 1972 | 18          | 236.206 | 9,2     |
| 1975 | 2           | 98.815  | 3,6     |
| 1979 | 7           | 132.457 | 4,6     |
| 1983 | 17          | 288.711 | 9,7     |
| 1987 | 9           | 181.938 | 6,3     |
| 1991 | 7           | 132.133 | 4,9     |
| 1995 | 1           | 36.185  | 1,3     |

| Jahr | Kommunalvertreter | Stimmen | Prozent |
| ---- | ----------------- | ------- | ------- |
| 1960 | 359               | 52.524  | 2,7     |
| 1964 | ?                 | 30.683  | 1,4     |
| 1968 | 910               | 165.139 | 7,3     |
| 1972 | 646               | 125.061 | 5,0     |
| 1976 | 245               | 56.091  | 2,1     |
| 1980 | 348               | 83.265  | 3,0     |
| 1984 | 639               | 142.474 | 5,3     |
| 1988 | 453               | 95.258  | 3,6     |
| 1992 | 354               | 64.880  | 2,4     |

| Jahr | Kandidat       | Wahlmänner | Stimmen | Prozent |
| ---- | -------------- | ---------- | ------- | ------- |
| 1968 | Veikko Vennamo | 33         | 231.282 | 11,4    |
| 1978 | Veikko Vennamo | 10         | 114.488 | 4,7     |
| 1982 | Veikko Vennamo | 1          | 71.947  | 2,3     |
| 1988 | – ²            | 7          | 120.043 | 4,0     |

² Unterstützung der Kandidatur von Mauno Koivisto (Sozialdemokraten)